# 예씨 부인
예왕후(禮王后, 생몰년 미상)은 예씨(禮氏)와 본처(本妻)의 딸이자 고구려(高句麗)의 동명성왕(東明聖王) 왕후(王后)이며 유리명왕(瑠璃明王)의 어머니이고 본관은 미상(未詳)이다.

## 생애
주몽이 부여에 있을 때 결혼하였다. 기원전 37년 주몽이 부여를 탈출할 때 아들 유리를 밴 상태여서 따라가지 못했다가 기원전 19년 4월(음력)에야 비로소 유리와 함께 고구려로 왔다. 이외의 기록은 없다.

## 가계
- 남편 : 동명성왕
  - 아들 : 유리명왕
  - 며느리 : 송씨(宋氏, 다물국왕 송양의 딸), 치희(稚姬), 화희(禾姬)
    - 손자 : 도절
    - 손자 : 해명
    - 손자 : 무휼(대무신왕)
    - 손자 : 해색주(민중왕)
    - 손자 : 여진(如津)
    - 손자 : 재사?

## 예왕후가 등장하는 작품

### 드라마
- 《주몽》, MBC, 2006년 ~ 2007년, 배우 : 송지효

## 참고 문헌
- 《삼국사기》13권 고구려본기 제1 유리왕 1년